# Mielite trasversa
La mielite trasversa (in acronimo MT), in campo medico, è una sindrome clinica immuno-mediata del sistema nervoso centrale (SNC) che provoca un danno neuronale al midollo spinale (mielopatia) dal quale conseguono, a livelli diversi, disfunzioni motorie, sensoriali ed autonomiche. L'etimologia delle parole deriva dal latino; mielite transversa e il nome del disturbo deriva dal greco mielós, midollo spinale, e il suffisso itis, infiammazione.
In genere, la MT è una malattia monofasica monofocale; tuttavia, può anche essere multifocale e presentarsi in forma ricorrente. Inoltre può presentarsi isolatamente, e in questo caso è detta idiopatica, oppure in un contesto patologico multisistemico.

## Epidemiologia
Colpisce più frequentemente persone di età compresa tra 10 e i 19 anni e tra i 30 e i 39 anni.

## Sintomatologia
I sintomi clinici premonitori, che precedono i primi segnali di deficit neurologico possono essere uno stato febbrile continuato o episodico, debolezza, ipostenia, affaticamento, intorpidimento degli arti inferiori, parestesia, dolore simile ad una compressione a livello toracico (specie zona collo e schiena), lieve atrofia muscolare con segni neurogeni visibili all'elettromiografia, tipici segni neurologici aspecifici e di sofferenza muscolare (come fascicolazioni, mioclono, tremore, spasmi, contratture e crampi), a volte disfunzioni urinarie (pollachiuria, nicturia, oppure incontinenza urinaria) e intestinali, ecc. In casi poco frequenti può colpire i muscoli respiratori. La fase acuta si raggiunge tra 4 ore e 21 giorni dalla lesione midollare.

## Esami
A livello diagnostico i criteri di inclusione possono essere: disfunzioni motorie, sensoriali e autonomiche imputabili al midollo spinale, segni e sintomi bilaterali (non necessariamente simmetrici), un corso infiammatorio midollare evidenziato mediante risonanza magnetica (RMN) con mezzo di contrasto (gadolinio) e analisi del liquido cefalorachidiano (LCS) (detto anche semplicemente liquor) tramite puntura lombare. Risonanza magnetica, da dove si può evincere la presenza della malattia, se in fase acuta. Occorre escludere altre cause (malattia demielinizzanti acute come la sindrome di Guillain-Barré, neuropatia motoria multifocale, ecc.).

## Eziologia
La mielite trasversa fa parte dello spettro clinico delle mielopatie acute ed è un processo immunomediato di eziologia demielinica, infettiva, infiammatoria, vascolare, neoplastica e paraneoplastica.
Essa è associata o causata da
- Infezioni batteriche: Mycoplasma pneumoniae, Lyme disease, Bartonella henselae
- Virus: herpes simplex, herpes zoster, cytomegalovirus, virus di Epstein-Barr, HIV.[4]
- Schistosomiasi
- Sclerosi multipla
- Sindrome paraneoplastica
- Vasculopatia

## Storia
I primi rapporti che descrivono i segni e i sintomi della mielite trasversa furono pubblicati nel 1882 e nel 1910 dal neurologo inglese Henry Charlton Bastian.
Nel 1928, Frank Ford notò che nei pazienti con parotite che sviluppavano mielite acuta, i sintomi emergevano solo dopo che l'infezione da parotite e i sintomi associati cominciavano a regredire. In un articolo su The Lancet, Ford ha suggerito che la mielite acuta potrebbe essere una sindrome post-infezione nella maggior parte dei casi (cioè il risultato della risposta immunitaria del corpo che attacca e danneggia il midollo spinale) piuttosto che una malattia infettiva in cui un virus o qualche altra malattia infettiva agente ha causato la paralisi. Il suo suggerimento era coerente con i rapporti del 1922 e del 1923 di rari casi in cui i pazienti sviluppavano "encefalomielite post-vaccinale" dopo aver ricevuto il vaccino contro la rabbia quello costituito da tessuto cerebrale che trasporta il virus. L'esame patologico di coloro che avevano ceduto alla malattia, ha rivelato cellule infiammatorie e demielinizzanti in contrasto con le lesioni vascolari predette da Bastian.
La teoria di Ford di una risposta allergica all'origine della malattia si è successivamente dimostrata solo parzialmente corretta, poiché alcuni agenti infettivi come il micoplasma, il morbillo e la rosolia sono stati isolati dal liquido spinale di alcuni pazienti infetti, suggerendo che in alcuni casi l'infezione potrebbe contribuire alla manifestazione di mielite acuta.
Nel 1948, il dottor Suchett-Kaye descrisse un paziente con compromissione della funzione motoria degli arti inferiori in rapida progressione che si sviluppò come complicanza della polmonite. Nella sua descrizione, ha coniato il termine mielite trasversa per riflettere l'area toracica della sensazione alterata che i pazienti hanno riportato. Il termine mielopatia trasversa acuta è emerso da allora come sinonimo accettabile di "mielite trasversa" e i due termini sono attualmente usati in modo intercambiabile in letteratura.

## Prognosi e trattamento
Solitamente si risolve da sola non rendendo necessario alcun intervento esterno, anche se nella maggioranza dei casi le complicanze, che sono nate durante l'evolversi della malattia, rimangono. Al contrario, non esistendo attualmente alcuna forma di terapia risolutiva, le forme più gravi di mielite trasversa implicano disabilità permanenti, anche lievi. Si può ricorrere alla plasmaferesi in fase acuta, a steroidi e antinfiammatori. Circa il 33 % dei pazienti non recupera completamente dai danni subiti, e può ricorrere a fisioterapia di supporto. Per i pazienti che hanno avuto la MT è consigliato uno stile di vita adatto:
- evitare i problemi intestinali con una dieta ricca di fibre, e molti liquidi;
- assumere calcio e vitamina D per rinforzare le ossa;
- mantenere il fisico in allenamento, specialmente con un programma specifico per rinforzare i muscoli colpiti, anche con integratori.

Raramente, la mielite può evolvere in una neuropatia cronica demielinizzante o in sclerosi multipla.